# Moïse Brou Apanga
Moïse Brou Apanga (* 4. Februar 1982 in Abidjan, Elfenbeinküste; † 26. April 2017 in Libreville, Gabun) war ein ivorisch-gabunischer Fußballspieler.

## Karriere

### Klub
Von 1990 bis 1999 spielte er in seiner Jugend in seinem Geburtsland beim Racing Club D'Abobo. Danach wechselte er nach Rumänien und spielte dort für die zweite Mannschaft des FC Politehnica Timișoara, wo er bis zum Ende der Saison 1999/2000 aktiv war. Danach wechselte er weiter nach Italien, wo er sich dem AC Perugia Calcio anschloss, welcher zu dieser Zeit in der Serie A spielte. Für diese war er bis zur Saison 2003/04 aktiv und verließ den Klub nach dem Abstieg. Danach ging es für ihn innerhalb des Landes bei Brescia Calcio weiter. Mit diesen stieg er dann nach der Saison 2004/05 ebenfalls ab und spielte danach noch eine Spielzeit in der Serie B.
Im Anschluss daran wechselte er nach Gabun und schloss sich dort dem FC 105 Libreville in der Hauptstadt des Landes an. Mit diesen erreichte er in der Saison 2006/07 dann die Meisterschaft und spielte danach noch eine weitere Saison bei dem Klub. Weiter ging es dann bei Stade Brest, mit denen er während seiner Zeit hier aus der Ligue 2 in die Ligue 1 aufsteigen kann. Zur Saison 2012/13 kehrte er wieder nach Gabun zurück und spielte erneut beim FC 105. Danach lief er für eine weitere Saison bei AS Mangasport auf. Danach waren seine Stationen in der Saison 2015 noch unterklassig beim AJ Ambomo aktiv sowie in der Saison 2015/16 beim Akanda FC aktiv.
Seine letzte Station war ein drittes Mal beim FC 105 wo er die Saison 2016/17 begann. Am 26. April 2017 erlitt er im Training einen Herzinfarkt und starb dadurch im Alter von 35 Jahren.

### Nationalmannschaft
In der Nationalmannschaft debütierte er im Jahr 2007 und nahm mit seiner Mannschaft auch am Afrika-Cup 2010 und 2012 teil.